# Stephanopis palliolata
Stephanopis palliolata es una especie de araña del género Stephanopis, familia Thomisidae.

## Distribución
Se distribuye por Australia (Australia Occidental, Queensland).

## Taxonomía
Fue descrita por Simon en 1908.
Tratamiento taxonómico
La especie aparece registrada y publicada en Simon 1908d: 432.